# Iruma (Saitama)
Iruma (入間市 Iruma-shi?) es una ciudad situada en la prefectura de Saitama, en Japón. Tiene una población estimada, a inicios de octubre de 2024, de 143 769 habitantes.
Su superficie total es de 44.69 km².
Fue fundada el 1 de noviembre de 1966.